# Зельмар Шонланд
Зельмар Шонланд (нім. Selmar Schönland; 1860–1940) — німецький та південноафриканський ботанік.

## Біографія
Зельмар Шонланд народився у місті Бад-Франкенгаузен 15 серпня 1860 року.
Він навчався в Берліні та Кілі. У 1883 році отримав ступінь доктора філософії і з 1886 по 1889 рік був ботаніком-асистентом під керівництвом професора Ісаака Бейлі Бальфура.
У 1889 році Шонланд переїхав у ПАР, де став куратором Albany Museum.
Зельмар Шонланд помер у ПАР 22 квітня 1940 року.

## Наукова діяльність
Зельмар Шонланд спеціалізувався на насінних рослинах.

## Публікації
- Botanical Survey of SA: Phanerogamic Flora of the Division of Uitenhage and Port Elizabeth: Мемуари No.1 (1919).
- Botanical Survey of SA: South African Cyperaceae: Мемуари No.3.
- Revision of the South African species of Rhus: Bothalia (1930).

## Почесті
На його честь були названі:
- Schoenlandia Cornu
- Euphorbia schoenlandii Pax
- Brachystelma schonlandianum Schltr.
- Sebaea schoenlandii Schinz